# Saint-Julien-le-Pèlerin
Saint-Julien-le-Pèlerin – miejscowość i gmina we Francji, w regionie Nowa Akwitania, w departamencie Corrèze.
Według danych na rok 1990 gminę zamieszkiwało 168 osób, a gęstość zaludnienia wynosiła 11 osób/km² (wśród 747 gmin Limousin Saint-Julien-le-Pèlerin plasuje się na 459. miejscu pod względem liczby ludności, natomiast pod względem powierzchni na miejscu 438.).